# Indiens folkräkning 2027
Indiens folkräkning 2027 är den 16:e folkräkningen i Indiens historia och kommer att ske i två faser, med en hushållsräkning och en befolkningsräkning. Folkräkningen har försenats och kommer för första gången sedan 1931 att inkludera kast.
Vissa regioner som Jammu och Kashmir, Ladakh, Himachal Pradesh och Uttarakhand kommer att påbörja folkräkningen i oktober 2026.

## Innehåll
Folkräkningen samlar uppgifter om ålder, civilstånd, religion, kast/stam, modersmål, utbildningsnivå, funktionsnedsättning, ekonomisk aktivitet, migration och fertilitet (för kvinnor).